# Georg Jung (Maler)
Georg Jung (* 31. Dezember 1899 in Salzburg, Österreich; † 5. Dezember 1957 in Wien, Österreich) war ein österreichischer Maler. Als Vertreter der Neuen Sachlichkeit schuf er zahlreiche Porträts und Landschaftsdarstellungen und setzte sich inhaltlich häufig mit religiösen Themen auseinander. Von großer Bedeutung sind auch die abstrakten Farbstudien seines Spätwerkes.

## Leben
Geboren als Sohn des Hoteliers des renommierten Salzburger Hotel de l’Europe wuchs Georg Jung in einer internationalen Atmosphäre auf. Er besuchte das Akademische Gymnasium Salzburg, bevor er im Jahr 1916 die Schule verließ, um als Einjährig-Freiwilliger einzurücken. Nach seiner Rückkehr aus dem Krieg und dem Abschluss der Schule zog Jung nach Wien, um Medizin zu studieren. Parallel besuchte er an der Kunstgewerbeschule einen Abendkurs in Aktmalerei.
Von 1925 bis 1938 war Jung Mitglied des Hagenbundes. 1945 trat er den Wiener Secessionisten bei, deren Mitglied er bis 1952 blieb.
Nach dem Tod seines Vaters im Jahr 1934 kehrte Jung nach Salzburg zurück, um die Leitung des Hotel de l’Europe zu übernehmen. Auch wenn Jung sich mehr als Künstler und weniger als Hotelier sah, führte er das Hotel bis ins Jahr 1938, als er es angesichts des Drucks der deutschen Wehrmacht unter Wert veräußern musste.
Jung war in erster Ehe mit Leopoldine Werthner (Rufname Lili) verheiratet; von ihr hat er 1925 das Bild LIli schreitend angefertigt, auf dem sie als nackte, in die Länge gestreckte weibliche Figur einen ockerfarbigen Hügel quert. 1928 fertigte er das Gemälde Malerfamilie an (heute Salzburg Museum), das den damals noch kinderlosen Maler mit seiner Frau und einem Kind zeigt.
1939 heiratete er die Norwegerin Borghild Solholm-Hansen und zog im selben Jahr mit ihr nach Wien auf die Hohe Warte, bevor er 1940 als Feldwebel in den Krieg einrückte. Nach Kriegsende kehrte er 1945 nach Wien zu seiner Familie zurück.
Georg Jung hatte zwei Töchter, Eva (* 1939) und Verena (* 1944).
Jung starb 1957 in Wien und wurde auf dem Salzburger Kommunalfriedhof begraben.

## Werk
Umgeben von prominenten Künstlern, die während der Salzburger Festspiele im Hotel de l’Europe abstiegen, entwickelte Jung schon als Kind einen ausgeprägten Hang zum Zeichnen. Vorwiegend interessierten den jungen Künstler Schlachtszenen, sodass eine große Zahl an Blättern entstand. Während seiner Schulzeit im Akademischen Gymnasium stand im Zeichenunterricht das Zeichnen nach der Natur im Vordergrund, sodass in dieser Zeit einige Ansichten und Motive der Stadt Salzburg entstanden. Auch im Krieg zeichnete Jung und fertigte Kriegsszenen an.
Abgesehen von dem schulischen Zeichenunterricht und einem Aktmalereikurs an der Kunstgewerbeschule Wien bildete sich Jung autodidaktisch zum Maler aus. Ab 1922 entstanden während des Aktmalereikurses eine Großzahl an Zeichnungen und erstmals auch Ölgemälde. Schon früh setzte sich Jung mit dem Problem der Farbe als Ausformung partieller Lichtquantitäten auseinander und reiste dazu nach Dresden, um dort den Physiker Wilhelm Ostwald zu treffen, der für seine Forschung zur Farbenlehre mit dem Nobelpreis ausgezeichnet worden war. Sich bis in sein Spätwerk hindurch mit der Farbenlehre auseinandersetzend, entwickelte Jung das „Colormobile“, einen kinetischen Apparat mit sich kontinuierlich verändernden Farbkonstellationen.
Die Übernahme des elterlichen Hotelbetriebes nutzte Jung, um das Hotel mit einem neuen Interieur und Fresken selbst auszustatten. Auch nach der Veräußerung des Hotels im Jahr 1938 war Jung weiterhin in Salzburg tätig und gestaltete unter andern die Sonnenuhr am Universitätsgebäude und ein Fresko an der Franziskanerkirche.
Im Jahr 1942 wurde ihm ein Ausstellungsverbot erteilt, da seine Kunst von den Nationalsozialisten als „entartet“ eingestuft wurde.
Während sich Georg Jung in seinem Frühwerk vorwiegend von expressionistischen und kubistischen Zügen geprägt ist, erlangt die Abstraktion in seinem Spätwerk große Bedeutung.